# Musette (Walzer)
Die Valse Musette ist ein französischer Gesellschaftstanz im 3⁄4-Takt.  Die Musette wird oft vom Akkordeon vorgetragen oder begleitet, was ihren charakteristischen Klang ausmacht. In heutigen Musetteorchestern sind Gitarre, Akkordeon, E-Bass, Klavier oder Synthesizer sowie Schlagzeug vertreten. Dazu kommt meist noch Gesang. In der Romandie haben sich viele Ländlerkapellen den konzertanten Innerschweizer Stil angeeignet. Dabei wird die Melodie des Musette-Walzers von einem Akkordeon vorgetragen und dient das Altsaxophon als Begleitinstrument.
Zu den bekanntesten Vertretern dieser Musik zählen Émile Vacher, Yvette Horner, Vassily Dück, Jo Privat und vor allem André Verchuren. Eine „Botschafterin“ der Musette im deutschen Sprachraum ist die Akkordeonistin Lydie Auvray.

## Musette Neuve
Musette Neuve oder New Musette ist ein von Richard Galliano kreierter und geprägter Musikstil, der die traditionelle französische Musette mit Jazzelementen verbindet. Galliano verwendete seinen Musette-Neuve-Stil erstmals auf seinem Livealbum New Musette, das er zusammen mit Pierre Michelot (Kontrabass), Philip Catherine (Gitarre) und Aldo Romano (Schlagzeug) im April 1991 aufnahm.
Wie die Musette steht auch die Musette Neuve im Walzertakt. Die Achtel können ternär (Swing) oder binär gespielt werden. Dabei wird das vierte Achtel manchmal so stark betont, dass dem Hörer der Eindruck eines valse à deux temps (eines Walzers im schnellen 6⁄8-Takt)  vermittelt wird.
Bereits der französische Akkordeonist Gus Viseur schrieb mit Baro Ferret mit Swing Valse einen Musette-Walzer mit Einschlag zum Jazz. Ähnlich ist Indifférence von Tony Muréna und Joseph Colombo.